# Nguyễn Đăng Kính (chính khách)
Nguyễn Đăng Kính (sinh 1939) là chính khách Việt Nam. Ông nguyên là Đại biểu Quốc hội Việt Nam khóa 12, Ủy viên Ủy ban Về các vấn đề xã hội của Quốc hội, Phó Chủ tịch Hội cựu chiến binh thành phố Hà Nội.
Ông sinh ngày 15 tháng 5 năm 1939, quê quán tại xã Cao Viên, huyện Thanh Oai, tỉnh Hà Đông (nay thuộc Hà Nội).
Ông từng có thời gian phục vụ trong quân đội, tốt nghiệp Học viện chính trị quân sự Bộ Quốc phòng, làm công tác sĩ quan chính trị trong Quân đội nhân dân Việt Nam và được kết nạp vào Đảng Lao động Việt Nam ngày 6 tháng 1 năm 1961.
Ông bắt đầu tham gia hoạt động Hội Cựu chiến binh từ năm 1995, làm đến chức Chủ tịch Hội Cựu chiến binh tỉnh Hà Tây, được bầu vào Hội đồng nhân dân tỉnh Hà Tây vào năm 1999 và Ủy viên Ban chấp hành Trung ương Hội cựu chiến binh Việt Nam. Năm 2007, ông được bầu làm Đại biểu Quốc hội Việt Nam khóa 12, thuộc đoàn đại biểu Hà Tây, tham gia Ủy ban Về các vấn đề xã hội của Quốc hội. Sau khi tỉnh Hà Tây sáp nhập vào Hà Nội, ông tiếp tục cương vị Đại biểu Hội đồng nhân dân thành phố Hà Nội, giữ chức Phó Chủ tịch Hội Cựu chiến binh thành phố Hà Nội và Đại biểu Quốc hội Việt Nam khóa 12 cho đến hết nhiệm kỳ.